# Караджакьой (вилает Истанбул)
Вижте пояснителната страница за други значения на Караджакьой.
Караджакьой (на турски: Karacaköy) е село в Източна Тракия, Турция, Вилает Истанбул.

## География
Селото се намира на 35 км северно от Чаталджа.

## Личности
Починали в Караджакьой
- Борис Георгиев Даскалов, български военен деец, поручик, загинал през Балканската война на 14 ноември 1912 година[3]